# 대구매일신문 피습 사건
대구 매일신문 피습사건이란 1955년 9월 14일 대구 매일신문사가 테러를 당하고 주필이 구속된 필화사건을 말한다.

## 개요
1953년 한국 전쟁 정전 협정 체결 이후 국제 연합의 결의에 따라 판문점에 파견되어 정전 협정의 준수 여부를 감시하는 중립국감시위원단에는 자유 진영 국가인 스위스와 스웨덴 대표 외에도 공산 진영 국가인 체코슬로바키아와 폴란드도 포함되어 있었다. 이에 자유당 정권은 전국 각지에서 학생들을 동원해 연일 "체코슬로바키아와 폴란드는 물러가라!"는 내용의 관제 데모를 벌였다. 이로 인해 학생들이 학업에 막대한 지장을 겪고 있던 터에 9월 10일 유엔 대표부 상임대사 임병직이 대구를 방문하자 중고등학생을 동원해서 폭염 속에 학생들을 서너 시간 동안 세워놓아서 대구 시민들의 원성을 샀다. 그러자 대구 매일신문 주필 겸 편집국장 최석채는 9월 13일 "학도를 도구로 이용하지 말라"는 제목의 사설을 발표하자 대구 시내에서는 "대구매일의 이적행위를 규탄한다!", "대구매일의 사설 필자 최석채를 처단하라!"는 문구가 적힌 벽보가 곳곳에 나붙었고, 이튿날인 9월 14일 아침에는 국민회 경상북도 본부 명의로 "사설 중 문제된 일부를 취소할 것, 집필자를 처단할 것, 사과문을 대구 시내 4개 일간 신문에 게재할 것"을 요구하는 통고문이 대구 매일신문사에 보내졌다.
대구 매일신문이 이 통고를 묵살하자 오후 4시 10분 경 국민회 경상북도 본부 총무차장 김민, 자유당 경북도당부 감찰부장 홍영섭 등 20여 명의 정치 깡패 청년들이 시내버스를 탈취하여 대구 매일신문사를 습격, 사원들에게 중경상을 입히고 인쇄시설을 파괴한 후 달아났다.
사건 발생 3일 후, 경북도 사찰과장은 국회진상조사단 앞에서 "백주의 테러는 테러가 아니다"라는 망언을 하고, 테러범과 정치 깡패들은 검거하지 않은 채 매일신문 주필 겸 편집국장 최석채를 국가보안법 위반혐의로 구속했다. 또한 자유당은 국회진상조사단의 테러를 행한 자의 처단과 언론자유를 보장하라는 내용의 대정부 건의안 제출을 저지하는 한편, 대구 매일신문 테러사건을 "애국적인 행위"라고 규정지었다.
결국 최석채는 대법원 판결에서 무죄로 석방됐으나 이 사건은 정권에 비판적인 시각을 가진 신문사의 논설이 자유당의 비위를 거슬려 일어난 언론에 대한 권력의 테러로 평가받고 있다.

## 참고 서적
- 《한국근대사사전》, 가람기획, 2005년

## 같이 보기
- 뉴델리 밀담설
- 국가보안법
- 매일신문